# Док Џанкшон (Џорџија)
Док Џанкшон (енгл. Dock Junction) насељено је место без административног статуса у америчкој савезној држави Џорџија.

## Демографија
По попису из 2010. године број становника је 7.721, што је 770 (11,1%) становника више него 2000. године.
| Група             | 2000.         | 2010.         |
| Белци             | 4.634 (66,7%) | 4.461 (57,8%) |
| Афроамериканци    | 2.020 (29,1%) | 2.158 (27,9%) |
| Азијати           | 26 (0,4%)     | 119 (1,5%)    |
| Хиспаноамериканци | 211 (3,0%)    | 867 (11,2%)   |
| Укупно            | 6.951         | 7.721         |